# Jajá Calderón
Juan Luis Calderón Pérez (9 de octubre de 1962) es un comediante, autor e imitador chileno.

## Biografía
Originario de Curicó, emigró a Santiago a fines de la década de 1980 para estudiar teatro en la academia del dramaturgo Fernando Cuadra. Paralelamente, comenzó a desarrollarse como comediante, por lo cual se presentó a concursos de talento en programas de televisión como ¿Cuánto vale el show? y Éxito. Sin embargo, su entrada a la televisión se materializó en el segmento «Gente nueva del humor» de Sábados gigantes, donde compartió escenario con otros nóveles humoristas como Bombo Fica o Mauricio Flores. En ese programa también trabajó como libretista de las rutinas de Gloria Benavides y Don Francisco.
En las décadas de 1990 y 2000 continuó apareciendo en televisión, en programas como Cordialmente, Jappening con ja —donde imitaba al presentador de noticias Bernardo de la Maza— y De pe a pa, entre otros. En este último, integró un grupo de comediantes —también conformado por Palta Meléndez y Stefan Kramer— que imitaban a distintos personajes de la actualidad chilena; Calderón personificaba a la «Doctora Cordura», imitación de la psiquiatra María Luisa Cordero. Paralelamente participó en distintas radios, como Portales, Minería, Chilena y Activa.
A fines de 2011 anunció su retiro de los escenarios, sin embargo a fines del año siguiente participó como concursante en la versión de humoristas «consagrados» de Coliseo romano (Mega). En marzo de 2013 se integró a la segunda temporada de Hazme reír (Chilevisión), y al mes siguiente reemplazó a María Luisa Cordero con su personaje «Doctora Cordura» en el café concert «Las indomables».
En enero de 2017 fue confirmada su primera actuación en el Festival Internacional de la Canción de Viña del Mar (en su LVIII edición). Actuó la noche del 23 de febrero, obteniendo las gaviotas de plata y oro.
A finales de 2019, en un momento cercano al Estallido social, se presentó al público el libro "El niño que enloqueció de humor". Esta biografía nos sumerge en momentos cruciales de la vida de Calderón, desde su infancia en el campo hasta su consagrada trayectoria en la televisión. Sin embargo, el autor advierte que no todos los pasajes cuentan con su aprobación, ya que reflejan una constante lucha interna entre su identidad genuina y el personaje público que interpreta. El título del libro hace un claro homenaje al cuento clásico "El niño que enloqueció de amor", reinterpretando la relación entre el protagonista y la vida misma como su gran profesora. A lo largo de sus páginas, Calderón nos sumerge en la compleja tarea de hacer reír en distintas épocas, destacando sorprendentes paralelismos entre el pasado y el presente. Además, la obra revela divertidas anécdotas de su participación en programas televisivos, donde las censuras de la época imponían precauciones extremas durante las grabaciones para evitar incidentes no deseados. 
Este éxito literario marcó el comienzo de una nueva etapa en la trayectoria de Calderón. En noviembre de 2023, el humorista volvió a cautivar al público con su siguiente obra: "El Estallido Animal". En este trabajo, nos sumerge en un universo donde los animales emergen como protagonistas inesperados de los tumultuosos eventos que marcaron el año 2019, desde el Estallido social hasta la irrupción del COVID-19. Manteniendo su agudo ingenio y su distintivo sentido del humor, Calderón ofrece una perspectiva única de estos sucesos, fusionando con maestría la crítica social con la comedia.
A lo largo de sus páginas, no solo aborda temas sociales relevantes, sino que también nos invita a reflexionar con sus pensamientos personales sobre estos temas mientras disfrutamos de su narrativa ingeniosa. 

### Cine
| Año  | Título                                                  | Personaje |
| ---- | ------------------------------------------------------- | --------- |
| 2001 | Kuma Channel: La verdadera historia de Charly Badulaque | Pedro     |